# Municipio de Mixistlán de la Reforma
El municipio de Mixistlán de la Reforma es uno de los 570 municipios que conforman al estado mexicano de Oaxaca. Pertenece al distrito de Mixe, dentro de la región sierra norte. Su cabecera es la localidad de Mixistlán de la Reforma.

## Geografía
El municipio abarca 176.72 km² y se encuentra a una altitud promedio de 1700 m s. n. m., oscilando entre los 900 y 3100 m s. n. m.
Colinda al norte con el municipio de Villa Hidalgo Yalálag y el municipio de Totontepec Villa de Morelos; al este con Totontepec Villa de Morelos y el municipio de Santa María Tlahuitoltepec; al sur con Santa María Tlahuitoltepec y al oeste con San Pedro y San Pablo Ayutla, San Pablo Yaganiza, San Mateo Cajonos y Villa Hidalgo.

## Demografía
De acuerdo al último censo, realizado por el INEGI en 2010, en el municipio habitan 13 435 personas. La densidad de población es de 76 individuos por kilómetro cuadrado.